# Bodrytjärnen
Bodrytjärnen är en sjö i Bergs kommun i Härjedalen och ingår i Ljungans huvudavrinningsområde. Sjön har en area på 0,0912 kvadratkilometer och ligger 916,1 meter över havet. Sjön avvattnas av vattendraget Bodrybäcken.

## Delavrinningsområde
Bodrytjärnen ingår i det delavrinningsområde (698493-133989) som SMHI kallar för Mynnar i Kesusjön. Medelhöjden är 939 meter över havet och ytan är 12,19 kvadratkilometer. Det finns inga avrinningsområden uppströms utan avrinningsområdet är högsta punkten. Bodrybäcken som avvattnar avrinningsområdet har biflödesordning 3, vilket innebär att vattnet flödar genom totalt 3 vattendrag innan det når havet efter 349 kilometer. Avrinningsområdet består mestadels av kalfjäll (93 procent). Avrinningsområdet har 0,22 kvadratkilometer vattenytor vilket ger det en sjöprocent på 1,8 procent.